# Bansi
Bansi è una suddivisione dell'India, classificata come municipal board, di 35.628 abitanti, situata nel distretto di Siddharthnagar, nello stato federato dell'Uttar Pradesh. In base al numero di abitanti la città rientra nella classe III (da 20.000 a 49.999 persone).

## Geografia fisica
La città è situata a 27° 12' 05 N e 82° 56' 24 E.

## Società

### Evoluzione demografica
Al censimento del 2001 la popolazione di Bansi assommava a 35.628 persone, delle quali 18.599 maschi e 17.029 femmine. I bambini di età inferiore o uguale ai sei anni assommavano a 6.338, dei quali 3.225 maschi e 3.113 femmine. Infine, coloro che erano in grado di saper almeno leggere e scrivere erano 19.239, dei quali 11.667 maschi e 7.572 femmine.